# Wierny Jan
Wierny Jan (Der treue Johannes) – baśń opublikowana przez braci Grimm w 1819 roku w drugim wydaniu ich zbioru Baśni (tom 1, nr 6)

## Treść[1]
Pewien król, leżąc na łożu śmierci, wezwał swojego najwierniejszego sługę Jana. Poprosił go, by opiekował się jego synem, który przejmie władzę po nim i wiernie mu służył. Wydał też polecenie, by nie wprowadzał go do jednej z komnat, gdzie wisiał obraz pięknej królewny. Król obawiał się, że syn ujrzawszy tę piękność zakocha się i sprowadzi na siebie niebezpieczeństwo. Jan obiecał, że stanie się zgodnie z wolą króla.
Jakiś czas później stary król zmarł, a jego młody syn przejął władzę. Jan starał się wiernie mu służyć, tak jak służył jego ojcu. Pewnego dnia młody król zażyczył sobie wejść do komnaty, w której nigdy nie był. Nie bacząc na sprzeciwy sługi, wszedł do środka. Kiedy ujrzał obraz pięknej królewny, zakochał się od pierwszego wejrzenia i padł nieprzytomny na ziemię.
Kiedy odzyskał przytomność, oświadczył, że nie może żyć bez tej królewny. Wówczas Jan wpadł na pomysł, jak zdobyć królewnę dla swojego króla. Załadowali na statek całe złoto z królewskiego skarbca i popłynęli do kraju, gdzie królewna mieszkała, udając kupców. Dzięki fortelowi Jana udało się zwabić królewnę na statek i odpłynąć. Porwana królewna początkowo protestowała, ale kiedy dowiedziała się, że porywacz jest królem i że zrobił to z miłości do niej, sama się zakochała i zgodziła zostać jego żoną.
Podczas morskiej podróży wylądowały na maszcie trzy kruki i rozmawiały. Jan znał mowę tych ptaków i podsłuchał treść rozmowy. Okazało się, że jego pan jest w niebezpieczeństwie.
Według słów kruków: Kiedy wyjdzie z młodą żoną na ląd, wybiegnie piękny koń. Król będzie chciał go dosiąść, a koń go poniesie w dal, tak że nigdy już nie zobaczy królewny. Radą na to jest niezwłoczne zastrzelenie konia, kiedy się pojawi. Jednak kto powie o tym królowi zamieni się w kamień.
Nawet jeśli królowi uda się to przetrwać, to w zamku grozi mu kolejne niebezpieczeństwo. Będzie tam leżała w misce piękna szata, która choć okazale wygląda jak ze złota, jest nasączona siarką i smołą. Kiedy król ją założy, spali się żywcem. Radą jest niezwłoczne spalenie szaty, ale kto o tym powie królowi, zamieni się w kamień.
Nawet jeśli królowi uda się uniknąć tych niebezpieczeństw, i tak nie nacieszy się długo piękną żoną. Gdy zaczną się tańce, królewna zemdleje i padnie nieprzytomna na ziemię, a w końcu umrze. Uratować ją można, jeśli się szybko wyssie trzy krople krwi z jej piersi. Ale jeśli ktoś powie o tym królowi, zamieni się w kamień.
Wierny Jan postanowił ratować króla. Kiedy dopłynęli do brzegu, stał tam koń tak piękny, że król chciał od razu go dosiąść. Jan, niewiele myśląc, zastrzelił konia. Wywołało to oburzenie otoczenia, gdyż zdaniem innych, zabił piękne zwierzę bez powodu. Kiedy weszli na zamek, w misce leżała piękna szata. Król chciał ją założyć, lecz Jan był szybszy: złapał ją i cisnął do kominka w ogień. Otoczenie, nie rozumiejąc powodu postępowania sługi, było oburzone. Jakiś czas później, kiedy zaczęły się tańce, młoda królowa padła bez przytomności na ziemię. Jan odsłonił jej piersi, naciął nożem i wyssał trzy krople krwi. Król, nie rozumiejąc, że sługa uratował królewnę, uznał jego czyn za zuchwały i kazał zamknąć go do lochu, następnie skazał na powieszenie.
Przed egzekucją sługa wyznał królowi treść rozmowy kruków i powody swojego postępowania. Potem zamienił się w kamień. Król był wstrząśnięty tym, że tak niesprawiedliwie potraktował swojego sługę. Kazał przenieść jego kamienny posąg do pałacu.
Jakiś czas później królowi i królowej urodziły się dzieci. Król nie był szczęśliwy, gdyż rozpaczał nad losem wiernego sługi. Pewnego dnia, kiedy królowa była w kościele, posąg Jana odezwał się do niego, informując, że król może przywrócić go do ludzkiej postaci, jeśli utnie głowę swoim dzieciom i pokropi go ich krwią. Król był przerażony, ale przez wzgląd na to, ile zawdzięczał Janowi, uczynił to, o co sługa prosił. I w tym samym czasie sługa odzyskał ludzką postać. Jan podziękował królowi, następnie sprawił, że głowy dzieci znalazły się na tym samym miejscu bez szkody. Królowa wróciła do pałacu. Po tym jak dowiedziała się, że jej dzieci i Jan żyją, wszyscy żyli długo i szczęśliwie.

## Adaptacje filmowe
- Baśnie Braci Grimm: Simsala Grimm (Wierny Jan – odcinek 17, seria 2) – niemiecki serial animowany z 1999 roku.